# زاوية الكتف الوحشية
الزاوية الوحشية للكتف (بالإنجليزية: Lateral angle of the scapula)‏ أو رأس لوح الكتف ، هي الجزء الأكثر سُمكا في عظم لوح الكتف.
يوجد علي عظم لوح الكتف سطح مفصلي هو الجوف الحُقاني (بالإنجليزية: Glenoid cavity)‏ ، كمثري الشكل قليلاً، ويتجه نحو الجانب الوحشي وإلى الأمام، حيث يتمفصل مع الطرف العلوي من عظم العضد ، وأدناه أكثر اتساعاً عن أعلاه، وقطره الرأسي أطول من العرضي.
يكتسي سطح الجوف الحُقاني بغضروف نصف شفاف، وترتفع حواف التجويف الحُقاني قليلا ليكوّن مرفق اتصال بغضروف ليفي هو الرباط الحُقاني (بالإنجليزية: Glenoid labrum)‏، مما يعمّق هذا التجويف.
في قمة الجوف الحُقاني ارتفاع طفيف هو الأحدوبة فوق الحُقة (بالإنجليزية: supraglenoid tuberosity)‏ (انظر الصورة أدناه)، والتي يتم فيها إرفاق الرأس الطويلة للعضلة ذات الرأسين العضدية .
عنق عظم الكتف هو الجزء الضيق بعض الشيء الذي يحيط برأس الكتف (الزاوية الوحشية للكتف). وهو أكثر وضوحا من أسفل ومن الخلف عنه من أعلى ومن الأمام.

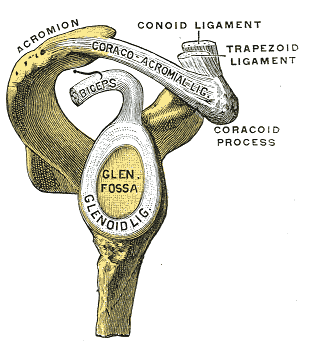
الرباط الحُقاني يُرى في الصورة مستديرا يحيط بحافة التجويف الحُقاني، ليعمّق هذا التجويف.

## صور إضافية

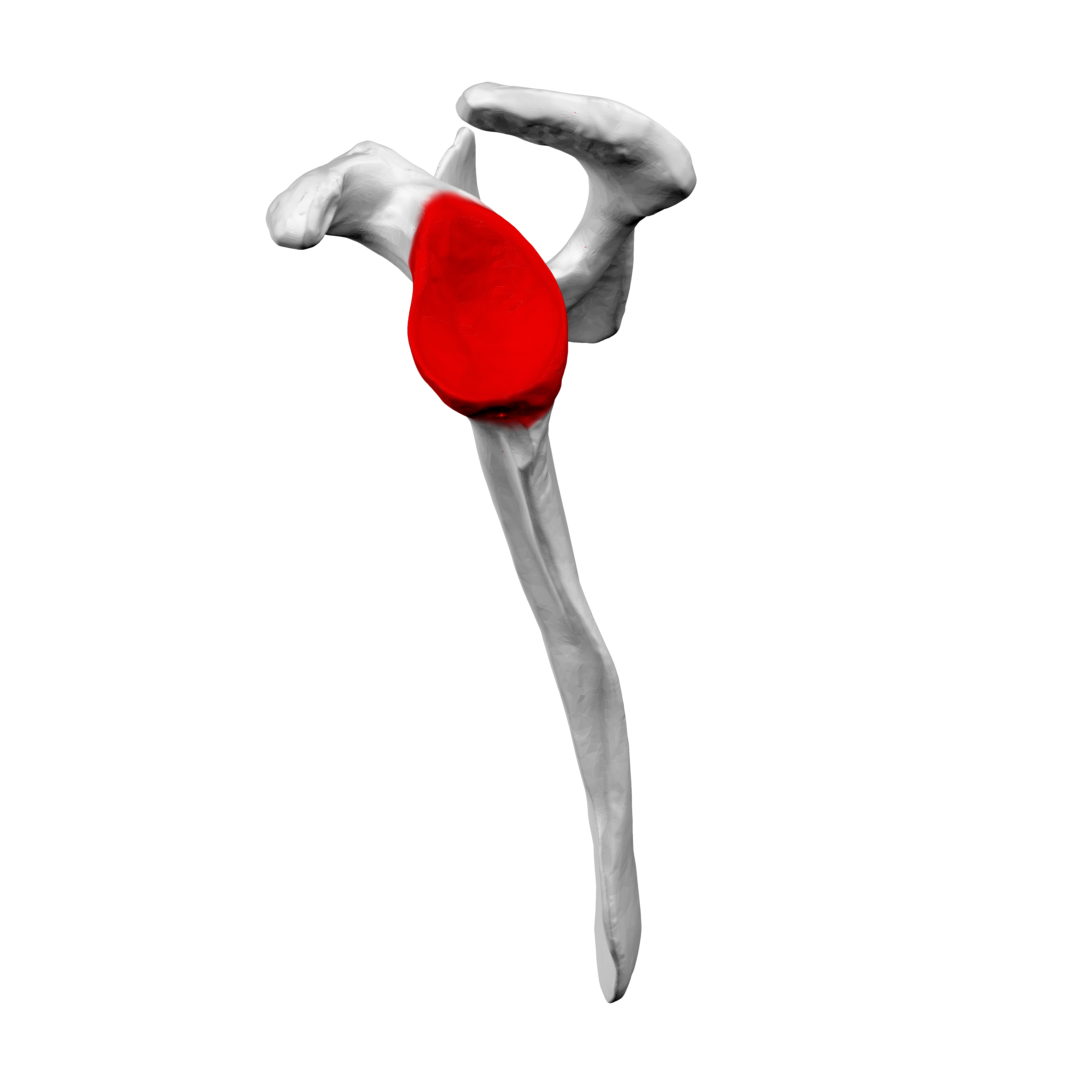
رأس لوح الكتف مبين باللون الأحمر.
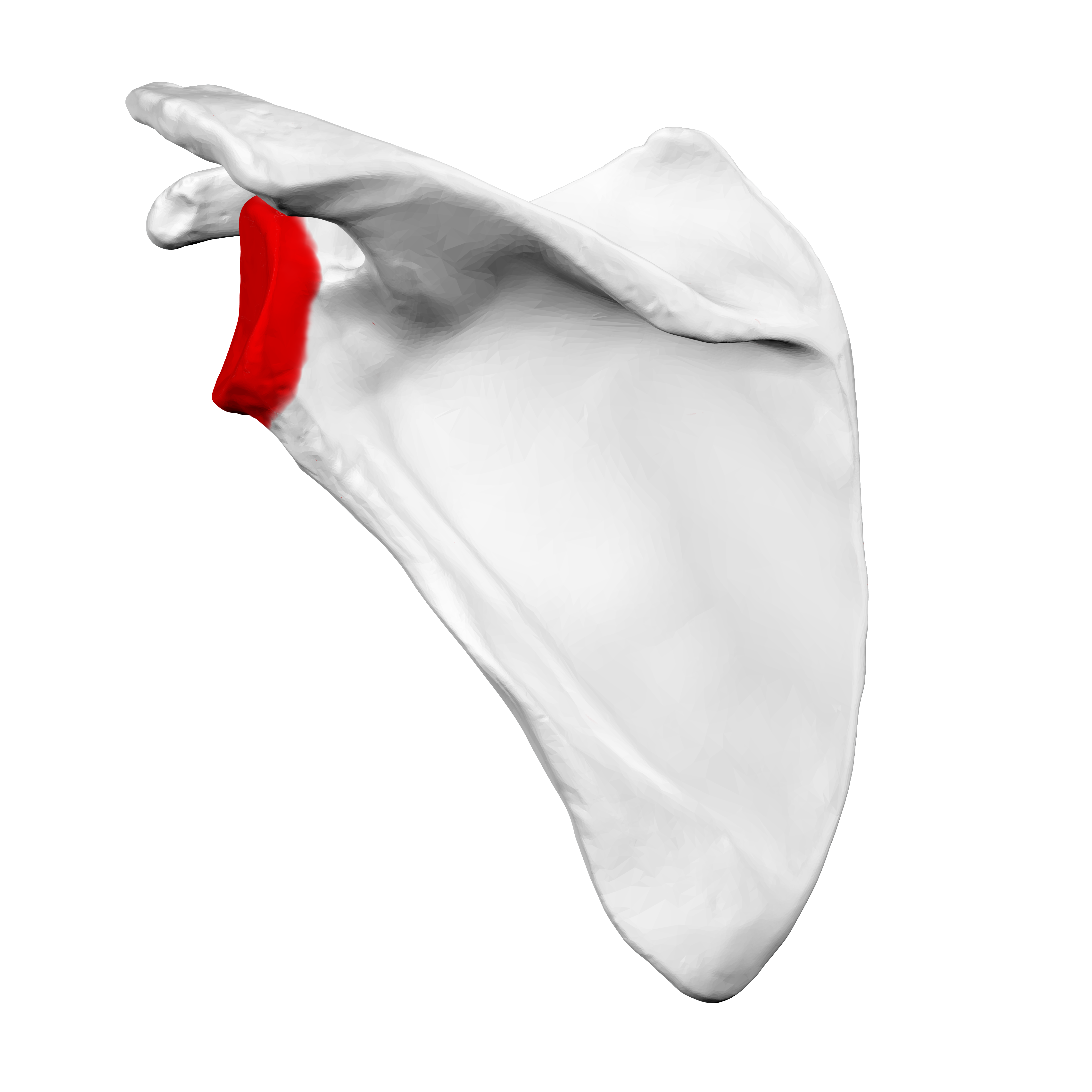
رأس لوح الكتف مبين باللون الأحمر.
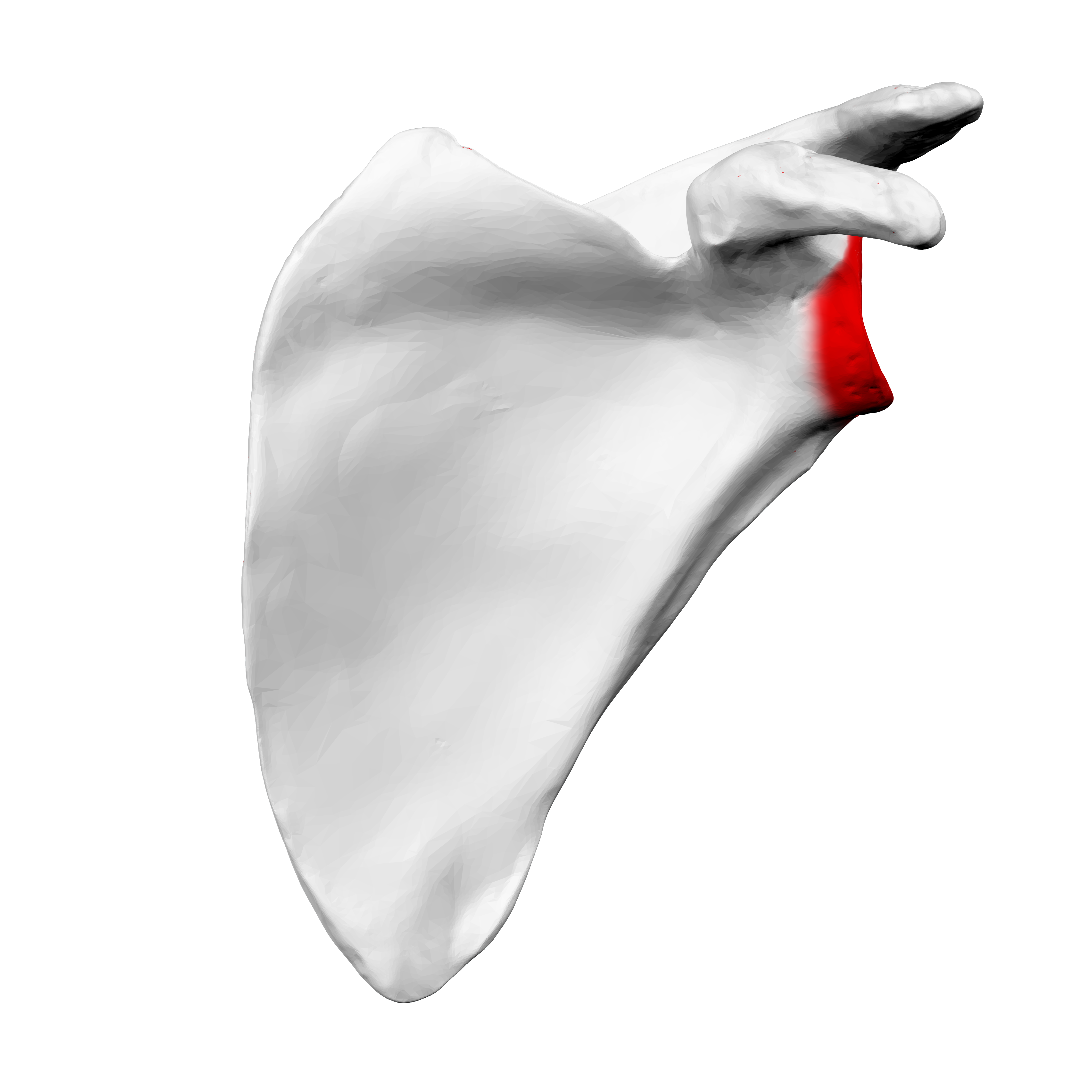
رأس لوح الكتف مبين باللون الأحمر.
رأس لوح الكتف مبين باللون الأحمر.
موضع رأس لوح الكتف.
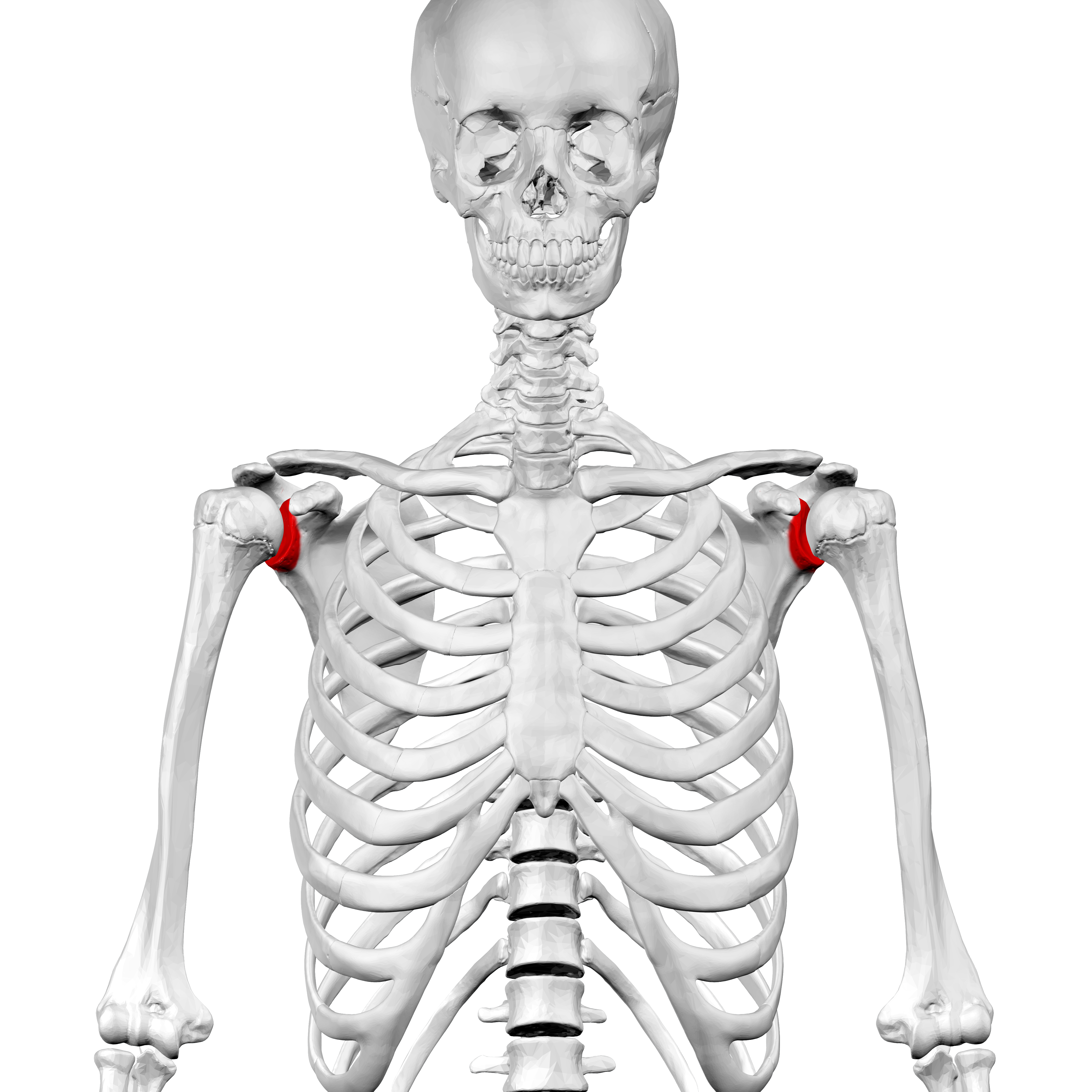
عرض أمامي. رأس لوح الكتف مبين باللون الأحمر.
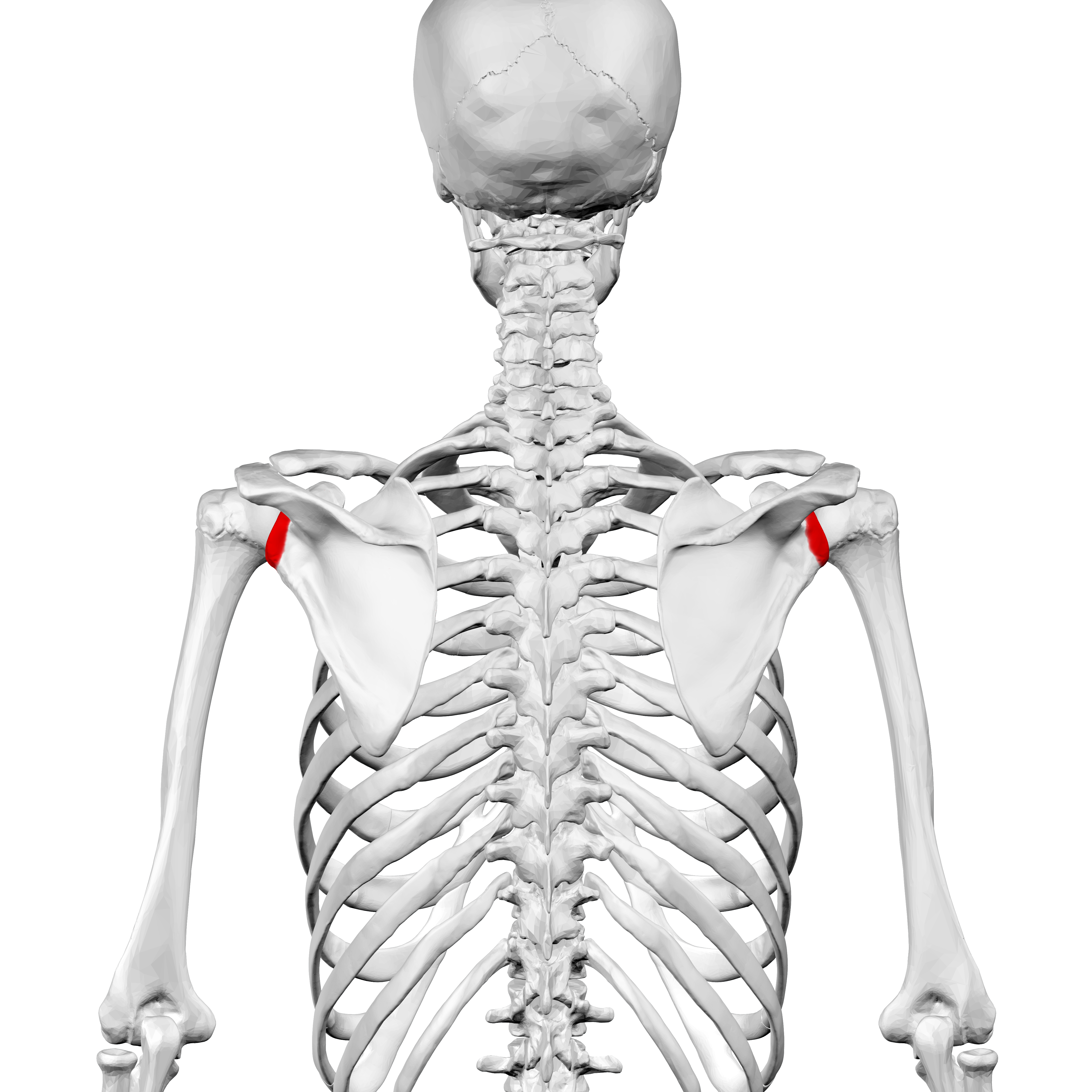
عرض خلفي. رأس لوح الكتف مبين باللون الأحمر.
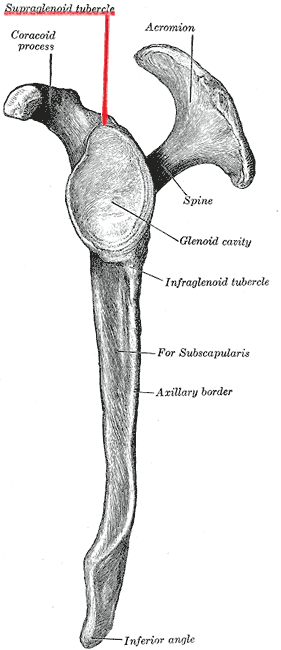
الأحدوبة فوق الحقة (Supraglenoid tubercle) باللون الأحمر.

1. ↑  نموذج تأسيسي في التشريح، QID:Q1406710